# Seznam katastrálních území v okrese Česká Lípa
V této tabulce je uveden kompletní výčet katastrálních území Okresu Česká Lípa, včetně rozlohy a sídel, které na nich leží.
| Název KÚ                       | Sídla                                                     | Obec                   | km2   |
| ------------------------------ | --------------------------------------------------------- | ---------------------- | ----- |
| A                              | A                                                         | A                      |       |
| Arnultovice u Nového Boru      | Arnultovice                                               | Nový Bor               | 7     |
| Bezděz                         | Bezděz                                                    | Bezděz                 | 23,99 |
| Blatce                         | Beškov, Blatce                                            | Blatce                 | 5,93  |
| Blíževedly                     | Blíževedly                                                | Blíževedly             | 8,93  |
| Bohatice u Zákup               | Bohatice                                                  | Bohatice               | 3,94  |
| Boreček                        | Boreček                                                   | Ralsko                 | 6,37  |
| Božíkov                        | Božíkov                                                   | Zákupy                 | 4,25  |
| Brenná                         | Brenná                                                    | Zákupy                 | 10,07 |
| Brniště                        | Brniště                                                   | Brniště                | 10,14 |
| Břevniště pod Ralskem          | Břevniště                                                 | Hamr na Jezeře         | 6,06  |
| Bukovany u Nového Boru         | Bukovany                                                  | Nový Bor               | 2,76  |
| Cvikov                         | Cvikov I, Cvikov II                                       | Cvikov                 | 17,78 |
| Častolovice u České Lípy       | Častolovice                                               | Česká Lípa             | 2,86  |
| Česká Lípa                     | Česká Lípa                                                | Česká Lípa             | 13,13 |
| Deštná u Dubé                  | Deštná                                                    | Dubá                   | 5,4   |
| Dobranov                       | Dobranov                                                  | Česká Lípa             | 8,57  |
| Doksy u Máchova jezera         | Břehyně, Doksy, Staré Splavy                              | Doksy                  | 49,17 |
| Dolní Libchava                 | Dolní Libchava                                            | Česká Lípa             | 5,37  |
| Dolní Police                   | Dolní Police, Novosedlo                                   | Žandov                 | 6,73  |
| Dolní Prysk                    | Dolní Prysk, Vesnička                                     | Prysk                  | 5,63  |
| Dolní Světlá pod Luží          | Dolní Světlá                                              | Mařenice               | 3,31  |
| Domašice                       | Domašice, Obrok                                           | Tuhaň                  | 9,15  |
| Dražejov u Dubé                | Dražejov, Kluk, Nedvězí                                   | Dubá                   | 5,08  |
| Drchlava                       | Drchlava, Hradiště                                        | Chlum                  | 3,77  |
| Drnovec                        | Drnovec                                                   | Cvikov                 | 2,48  |
| Dřevčice                       | Dřevčice, Sušice                                          | Dubá                   | 9,21  |
| Dubá                           | Dubá, Horní Dubová Hora, Nový Berštejn                    | Dubá                   | 14,94 |
| Dubice u České Lípy            | Dubice                                                    | Česká Lípa             | 2,48  |
| Dubnice pod Ralskem            | Dubnice                                                   | Dubnice                | 15,8  |
| Hamr na Jezeře                 | Hamr na Jezeře, Útěchovice                                | Hamr na Jezeře         | 11,61 |
| Heřmanice u Žandova            | Heřmanice                                                 | Žandov                 | 5,71  |
| Heřmaničky u Dobranova         | Heřmaničky                                                | Česká Lípa             | 5,12  |
| Heřmánky                       | Heřmánky                                                  | Dubá                   | 2,76  |
| Hlemýždí                       | Hlemýždí, Jáchymov                                        | Brniště                | 2,8   |
| Holany                         | Holany, Hostíkovice, Oslovice, Rybnov                     | Holany                 | 15,97 |
| Horky u Dubé                   | Horky                                                     | Dubá                   | 2,39  |
| Horní Krupá                    | Dolní Krupá                                               | Ralsko                 | 6,87  |
| Horní Libchava                 | Horní Libchava                                            | Horní Libchava         | 10,38 |
| Horní Police                   | Horní Police, Pod Školou, Podlesí                         | Horní Police           | 6,03  |
| Horní Prysk                    | Horní Prysk                                               | Prysk                  | 8,02  |
| Horní Světlá pod Luží          | Horní Světlá                                              | Mařenice               | 12,87 |
| Houska                         | Houska                                                    | Blatce                 | 5,25  |
| Hradčany nad Ploučnicí         | Hradčany, Ploužnice                                       | Ralsko                 | 25,11 |
| Hvězda pod Vlhoštěm            | Hvězda                                                    | Blíževedly             | 5,43  |
| Chlum u Dubé                   | Chlum                                                     | Chlum                  | 9,27  |
| Chotovice u Nového Boru        | Chotovice                                                 | Chotovice              | 2,99  |
| Jabloneček                     | Kuřívody                                                  | Ralsko                 | 24,02 |
| Janov u Nového Boru            | Janov                                                     | Nový Bor               | 1,11  |
| Janovice u Kravař              | Janovice, Veliká                                          | Kravaře                | 3,86  |
| Jestřebí u České Lípy          | Jestřebí                                                  | Jestřebí               | 12,44 |
| Jezvé                          | Jezvé                                                     | Stružnice              | 6,18  |
| Kamenice u Zákup               | Kamenice                                                  | Zákupy                 | 3,84  |
| Kamenický Šenov                | Kamenický Šenov                                           | Kamenický Šenov        | 8,18  |
| Korce                          | Korce, Plešivec                                           | Dubá                   | 6,13  |
| Kozly u České Lípy             | Kozly                                                     | Kozly                  | 5,66  |
| Kravaře v Čechách              | Kravaře, Sezímky, Víska                                   | Kravaře                | 10,44 |
| Krompach                       | Juliovka, Krompach, Valy                                  | Krompach               | 7,77  |
| Kruh v Podbezdězí              | Kruh                                                      | Doksy                  | 2,64  |
| Kunratice u Cvikova            | Kunratice u Cvikova                                       | Kunratice u Cvikova    | 12,53 |
| Kuřívody                       | Kuřívody                                                  | Ralsko                 | 48,07 |
| Kvítkov u České Lípy           | Kvítkov                                                   | Kvítkov                | 6,11  |
| Lada                           | Lada                                                      | Česká Lípa             | 1,5   |
| Lasvice                        | Lasvice                                                   | Zákupy                 | 3,13  |
| Lhota u Dřevčic                | Lhota                                                     | Dubá                   | 1,57  |
| Lindava                        | Lindava                                                   | Cvikov                 | 13,89 |
| Litice                         | Litice                                                    | Blíževedly             | 4,25  |
| Loubí pod Vlhoštěm             | Loubí                                                     | Holany                 | 2,79  |
| Luhov u Mimoně                 | Luhov, Nový Luhov                                         | Brniště                | 6,48  |
| Luka                           | Luka, Týn                                                 | Luka                   | 4,56  |
| Manušice                       | Manušice                                                  | Česká Lípa             | 1,99  |
| Maršovice u Dubé               | Maršovice                                                 | Chlum                  | 2,13  |
| Mařenice                       | Mařenice                                                  | Mařenice               | 8,09  |
| Mařeničky                      | Mařeničky                                                 | Mařenice               | 2,27  |
| Mimoň                          | Mimoň I, Mimoň II, Mimoň III, Mimoň IV, Mimoň V, Mimoň VI | Mimoň                  | 13,47 |
| Mistrovice u Nového Oldřichova | Mistrovice                                                | Nový Oldřichov         | 1,59  |
| Naděje                         | Naděje                                                    | Cvikov                 | 3,88  |
| Náhlov                         | Náhlov                                                    | Ralsko                 | 14,13 |
| Nedamov                        | Křenov, Nedamov, Panská Ves                               | Dubá                   | 3,53  |
| Noviny pod Ralskem             | Noviny pod Ralskem                                        | Noviny pod Ralskem     | 10,17 |
| Nový Bor                       | Nový Bor                                                  | Nový Bor               | 4,03  |
| Nový Oldřichov                 | Nový Oldřichov                                            | Nový Oldřichov         | 2,18  |
| Obora v Podbezdězí             | Obora                                                     | Doksy                  | 4,05  |
| Okna v Podbezdězí              | Okna                                                      | Okna                   | 5,66  |
| Okrouhlá u Nového Boru         | Okrouhlá                                                  | Okrouhlá               | 4,24  |
| Okřešice u České Lípy          | Okřešice                                                  | Česká Lípa             | 7,12  |
| Pavličky                       | Dolní Dubová Hora, Pavličky                               | Tuhaň                  | 2,86  |
| Pavlovice u Jestřebí           | Pavlovice                                                 | Jestřebí               | 7,65  |
| Pertoltice pod Ralskem         | Pertoltice pod Ralskem                                    | Pertoltice pod Ralskem | 7,92  |
| Pihel                          | Pihel                                                     | Nový Bor               | 4,56  |
| Písečná u Dobranova            | Písečná                                                   | Česká Lípa             | 5,28  |
| Ploužnice pod Ralskem          | Ploužnice                                                 | Ralsko                 | 17,27 |
| Polevsko                       | Polevsko                                                  | Polevsko               | 4,45  |
| Prácheň                        | Prácheň                                                   | Kamenický Šenov        | 2,29  |
| Provodín                       | Provodín                                                  | Provodín               | 8,86  |
| Radeč u Horní Police           | Radeč                                                     | Žandov                 | 2,34  |
| Radvanec                       | Maxov, Radvanec                                           | Radvanec               | 8,83  |
| Rané                           | Rané                                                      | Kravaře                | 1,47  |
| Skalice u České Lípy           | Skalice u České Lípy                                      | Skalice u České Lípy   | 11,55 |
| Skalka u Blíževedel            | Skalka                                                    | Blíževedly             | 2,36  |
| Skalka u Doks                  | Skalka u Doks                                             | Skalka u Doks          | 5,04  |
| Sloup v Čechách                | Sloup v Čechách                                           | Sloup v Čechách        | 5,77  |
| Slunečná u České Lípy          | Slunečná                                                  | Slunečná               | 6,13  |
| Sosnová u České Lípy           | Sosnová                                                   | Sosnová                | 5,66  |
| Srní u České Lípy              | Srní u České Lípy                                         | Provodín               | 3,72  |
| Stará Lípa                     | Stará Lípa                                                | Česká Lípa             | 3,97  |
| Starý Šidlov                   | Šidlov                                                    | Zákupy                 | 2,55  |
| Stráž pod Ralskem              | Stráž pod Ralskem                                         | Stráž pod Ralskem      | 21,58 |
| Stráž u České Lípy             | Bořetín, Stráž u České Lípy                               | Stružnice              | 3,67  |
| Stružnice                      | Stružnice                                                 | Stružnice              | 11,44 |
| Stvolínecké Petrovice          | Kolné, Novina, Stvolínecké Petrovice, Taneček             | Stvolínky              | 3,41  |
| Stvolínky                      | Stvolínky                                                 | Stvolínky              | 9,24  |
| Svébořice                      | Ploužnice                                                 | Ralsko                 | 28,4  |
| Svitava                        | Svitava, Záhořín                                          | Cvikov                 | 3,42  |
| Svojkov                        | Svojkov                                                   | Svojkov                | 3,44  |
| Svor                           | Rousínov, Svor                                            | Svor                   | 18,05 |
| Šváby                          | Šváby                                                     | Zahrádky               | 3     |
| Tachov u Doks                  | Tachov                                                    | Tachov                 | 4,58  |
| Trávník u Cvikova              | Trávník                                                   | Cvikov                 | 3,59  |
| Tubož                          | Blatečky, Konrádov, Tubož                                 | Blatce                 | 5,78  |
| Tuhaň u Dubé                   | Tuhaň                                                     | Tuhaň                  | 7,09  |
| Tuhanec                        | Tuhanec                                                   | Tuhaň                  | 5,6   |
| Újezd u Jestřebí               | Újezd                                                     | Jestřebí               | 2     |
| Valteřice u Žandova            | Valteřice                                                 | Žandov                 | 3,7   |
| Velenice u Zákup               | Velenice                                                  | Velenice               | 7,17  |
| Velká Javorská                 | Velká Javorská                                            | Žandov                 | 4,08  |
| Velký Grunov                   | Velký Grunov                                              | Brniště                | 7,27  |
| Velký Valtinov                 | Velký Valtinov                                            | Velký Valtinov         | 10,05 |
| Veselí nad Ploučnicí           | Veselí                                                    | Zákupy                 | 6,61  |
| Vítkov u Dobranova             | Vítkov                                                    | Česká Lípa             | 1,46  |
| Vlčí Důl                       | Vlčí Důl                                                  | Česká Lípa             | 1,55  |
| Vojetín                        | Vojetín                                                   | Doksy                  | 2,35  |
| Volfartice                     | Volfartice                                                | Volfartice             | 11,42 |
| Volfartická Nová Ves           | Nová Ves                                                  | Volfartice             | 1,67  |
| Vranov pod Ralskem             | Srní Potok, Vranov                                        | Mimoň                  | 2,01  |
| Vrchovany                      | Vrchovany                                                 | Vrchovany              | 4,69  |
| Zahrádky u České Lípy          | Borek, Zahrádky                                           | Zahrádky               | 7,06  |
| Zakšín                         | Bukovec, Zakšín                                           | Dubá                   | 6,83  |
| Zákupy                         | Zákupy                                                    | Zákupy                 | 10,29 |
| Zátyní                         | Zátyní                                                    | Dubá                   | 2,76  |
| Zbyny                          | Zbyny                                                     | Doksy                  | 3,04  |
| Žandov u České Lípy            | Žandov                                                    | Žandov                 | 4,68  |
| Žďár v Podbezdězí              | Žďár                                                      | Doksy                  | 13,68 |
| Ždírec v Podbezdězí            | Bořejov, Ždírec, Ždírecký Důl                             | Ždírec                 | 5,44  |
| Žizníkov                       | Žizníkov                                                  | Česká Lípa             | 5,69  |

Celková výměra 1072,88 km2